# Meininger Privatbrauerei

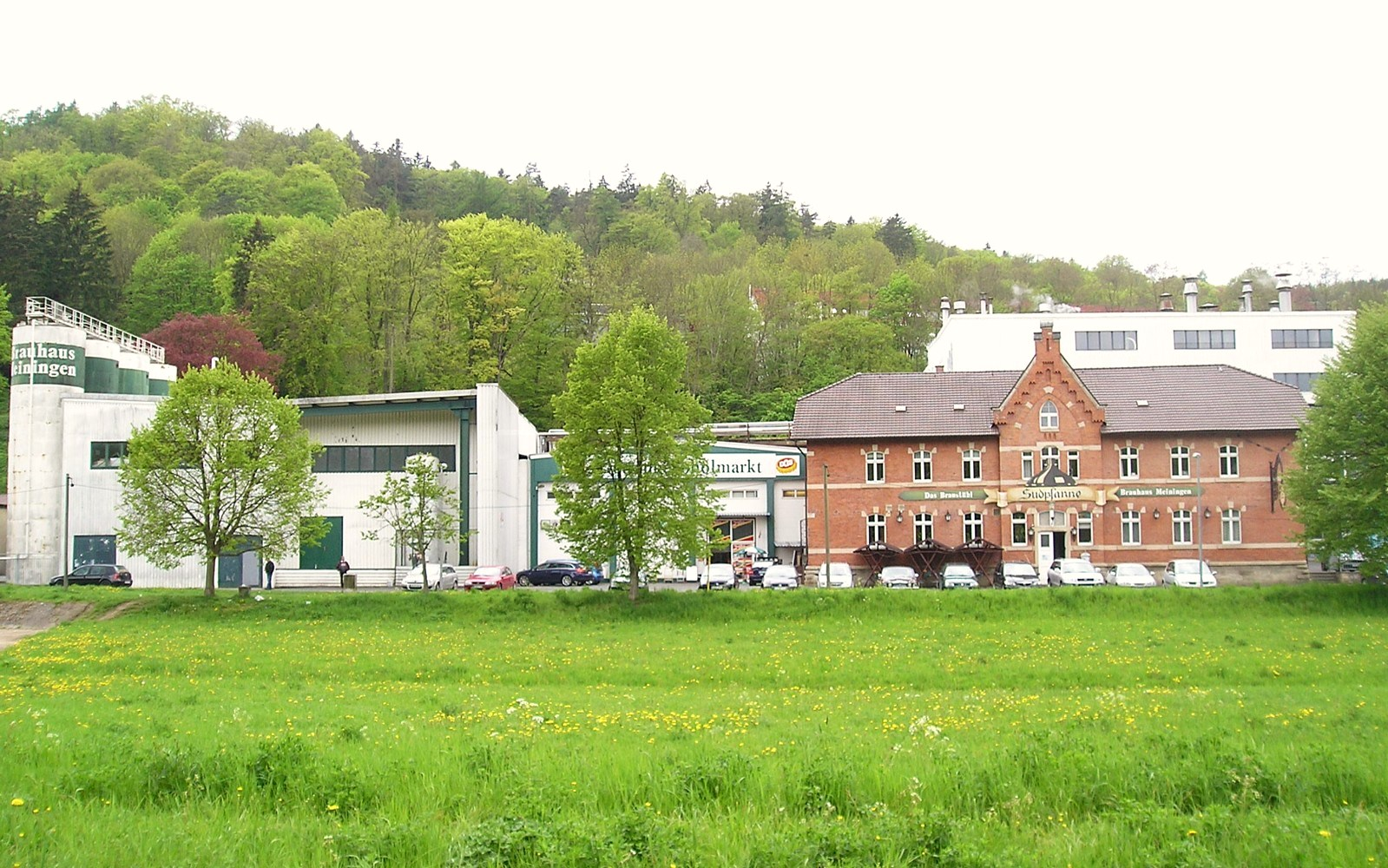
Privatbrauerei Meiningen

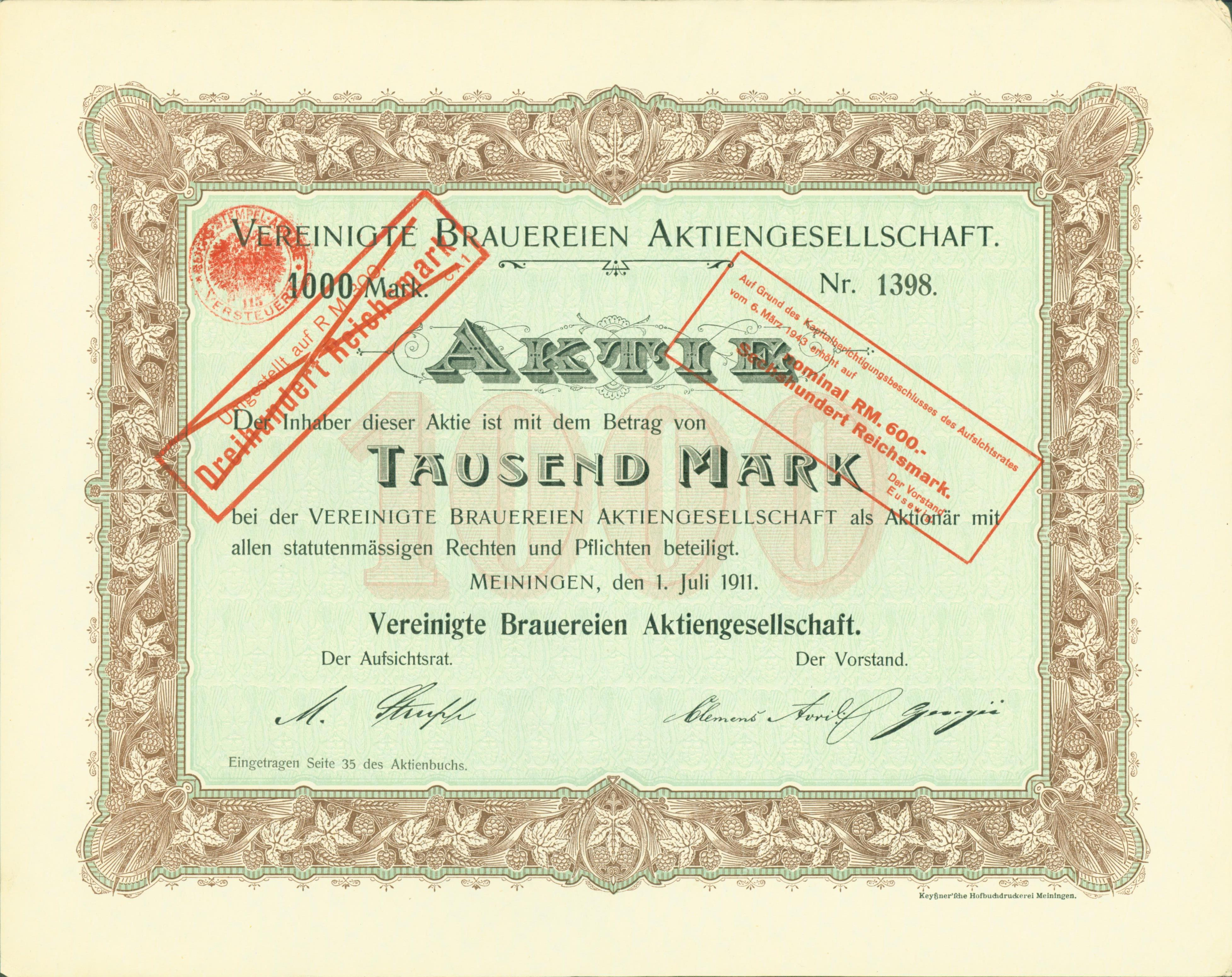
Aktie über 1000 Mark der Vereinigten Brauereien AG vom 1. Juli 1911

Die Meininger Privatbrauerei GmbH & Co. KG war eine eigenständige, mittelständische Brauerei in der südthüringischen Kreisstadt Meiningen. Mit 26 Mitarbeitern wurden bis 2011 jährlich 60.000 Hektoliter Bier und Biermischgetränke in 12 Sorten gebraut. Das Bier wurde unter dem geschützten Produktnamen „Meininger“ vertrieben.
Die Brauerei firmierte zuvor unter den Namen Völlersche Brauerei (1860–1908), Vereinigte Brauerei AG Meiningen (1908–1946), VEB Vereinigte Brauereien Meiningen (1946–1971), Getränkekombinat Rennsteig-Meiningen (1971–1990), Brauerei Meiningen (1990–1992), Brauhaus Meiningen (1992–1995) und Meininger Privatbrauerei Müller GmbH + Co.KG (1995–1999).

## Geschichte
Von 1841 bis 1858 braute Braumeister Christian Gieße am Standort Bielstein Bier für eine Wirtschaft. 1858 erwarb Gottfried Völler das Grundstück und begann 1860 mit dem Braubetrieb Völlersche Brauerei. Unter diesen Namen wurde das Unternehmen bis 1908 betrieben. 1867 erhielt Völler den Titel „Herzoglicher Hoflieferant“, und ab 1891 konnte das Bier der jetzt von August Völler geführten Brauerei mit der Genehmigung von Herzog Georg II. unter den Namen Meininger Hofbräu vertrieben werden. 1907 brauten 60 Mitarbeiter 48.000 Hektoliter Bier in sechs Biersorten. Um 1900 war die Völlersche Brauerei eine von vier Brauereien in der damaligen Residenzstadt.
1908 fusionierte die Brauerei mit der Meininger Brauerei Kreuzberg AG und nannte sich fortan Vereinigte Brauerei AG Meiningen. Die Bierproduktion erhöhte sich dadurch auf 65.000 Hektoliter. Mit der Brauerei Haack AG kam 1946 eine weitere Meininger Brauerei zu der sich jetzt VEB Vereinigte Brauereien Meiningen nennenden Firma hinzu. Neben der Bierproduktion stellten die Brauer ab 1964 durch die Integration der Meininger Likörfabrik auch Spirituosen und alkoholfreie Getränke her. Die Brauerei nannte sich nun VEB Vereinigte Brauereien und Likörfabriken Meiningen. 1971 wurde die Brauerei Stammsitz des neugebildeten Getränkekombinats Rennsteig-Meiningen. Bis Ende der 1980er-Jahre erhöhte man die Produktion von Bier auf 180.000 Hektoliter, von Spirituosen auf 30.000 Hektoliter und alkoholfreien Getränken auf 80.000 Hektoliter.
Mit der politischen Wende löste sich das Kombinat auf, und die Produktion der nunmehrigen Brauerei Meiningen reduzierte sich auf den absoluten Tiefpunkt von 17.000 Hektolitern. Die Schickedanz-Unternehmensgruppe Fürth kaufte 1992 die Brauerei und gliederte diese als Brauhaus Meiningen GmbH der Patrizierbräu in Nürnberg unter. Die Bierproduktion konnte daraufhin verdoppelt werden. 1995 übernahm der Koblenzer Roland Müller die Brauerei, und gemeinsam mit den übernommenen Brauereien Thuringia-Brauerei Mühlhausen, Riebeck-Brauerei Gera und Wartburg-Brauerei Eisenach braute die Meininger Privatbrauerei Müller GmbH + Co.KG mit 40 Mitarbeitern 125.000 Hektoliter Bier und Biermischgetränke.
Nach einer Gesamtvollstreckung übernahm 1999 der unterfränkische Brauer Klaus Weidringer aus Roth an der Saale die Meininger Brauerei und führte sie als Meininger Privatbrauerei GmbH wieder auf Erfolgskurs, konnte aber die Firma nicht auf lange Dauer zu einem stabilen Unternehmen entwickeln.
Nach Insolvenzanmeldung im März 2011 und der vergeblichen Suche nach neuen Investoren gab der Insolvenzverwalter im Januar 2012 die Liquidation und die Abwicklung des Unternehmens bis zum 29. Februar 2012 bekannt, die Brauerei musste bis zum 31. Juli 2012 geräumt sein. Die Stadt Meiningen sicherte sich daraufhin die Rechte der Biermarke Meininger, die zunächst durch die Vereinsbrauerei Apolda als Fassbier weiter gebraut und durch eine Meininger Getränkefirma in der Meininger Region vertrieben wird. Das Festbier zum Meininger Hütesfest wird in der Rhönbrauerei Kaltennordheim gebraut.

## Produkte und Auszeichnungen
Einige Biersorten erzielten überregionale Aufmerksamkeit. Der „Theatermeister“ war ein für das Staatstheater Meiningen gebrautes Bier, das in 0,33 l Bügelverschlussflaschen angeboten wurde. Der „Black Jack“ war eine rauchig-süße, malzaromatische Brauspezialität. Das Biermischgetränk „Banana Jack“ bestand aus 50 % Black Jack und 50 % Bananenfruchtsaft.
Die Meininger Privatbrauerei konnte in den 2000er Jahren für seine Produkte zahlreiche Auszeichnungen erringen. Sie bekam in den Jahren 2008 und 2009 den „Bundesehrenpreis für Bier“ durch das Bundesministerium für Ernährung, Landwirtschaft und Verbraucherschutz verliehen.

### Etikettenbilder

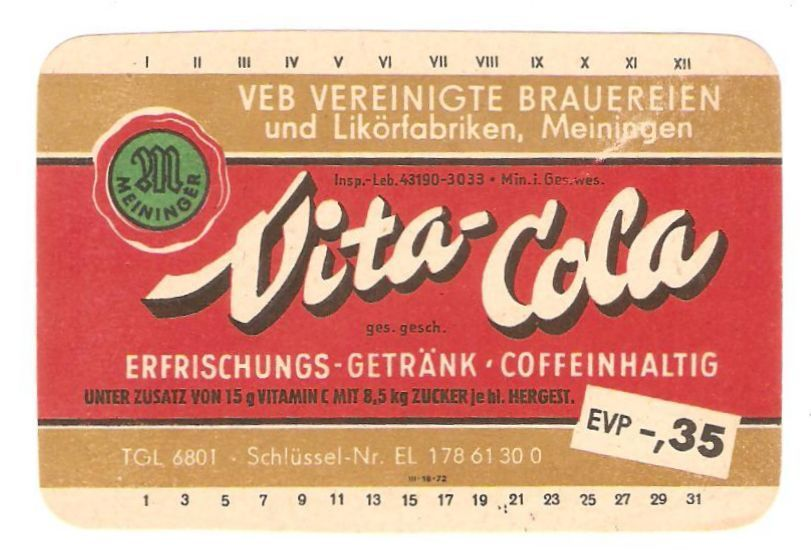
VEB Vereinigte Brauereien und Likörfabriken Meiningen
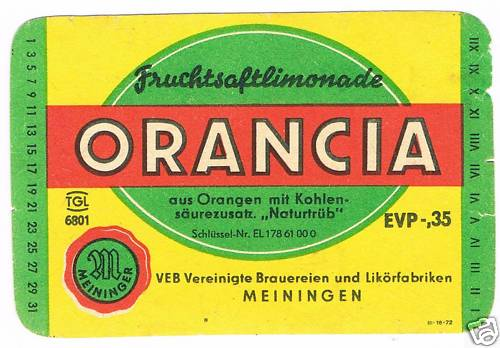
VEB Vereinigte Brauereien und Likörfabriken Meiningen
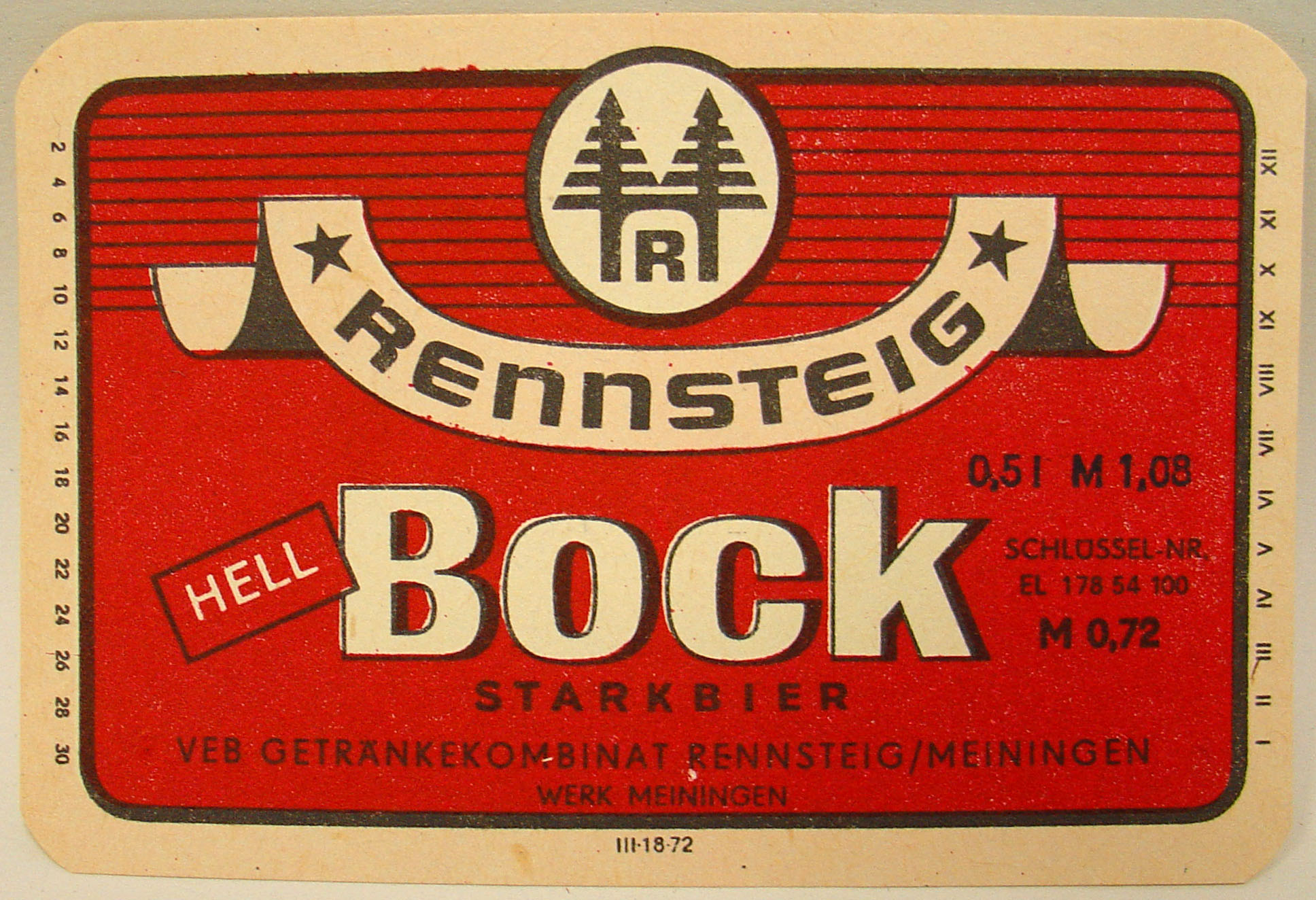
VEB GK Rennsteig/Meiningen Werk Meiningen
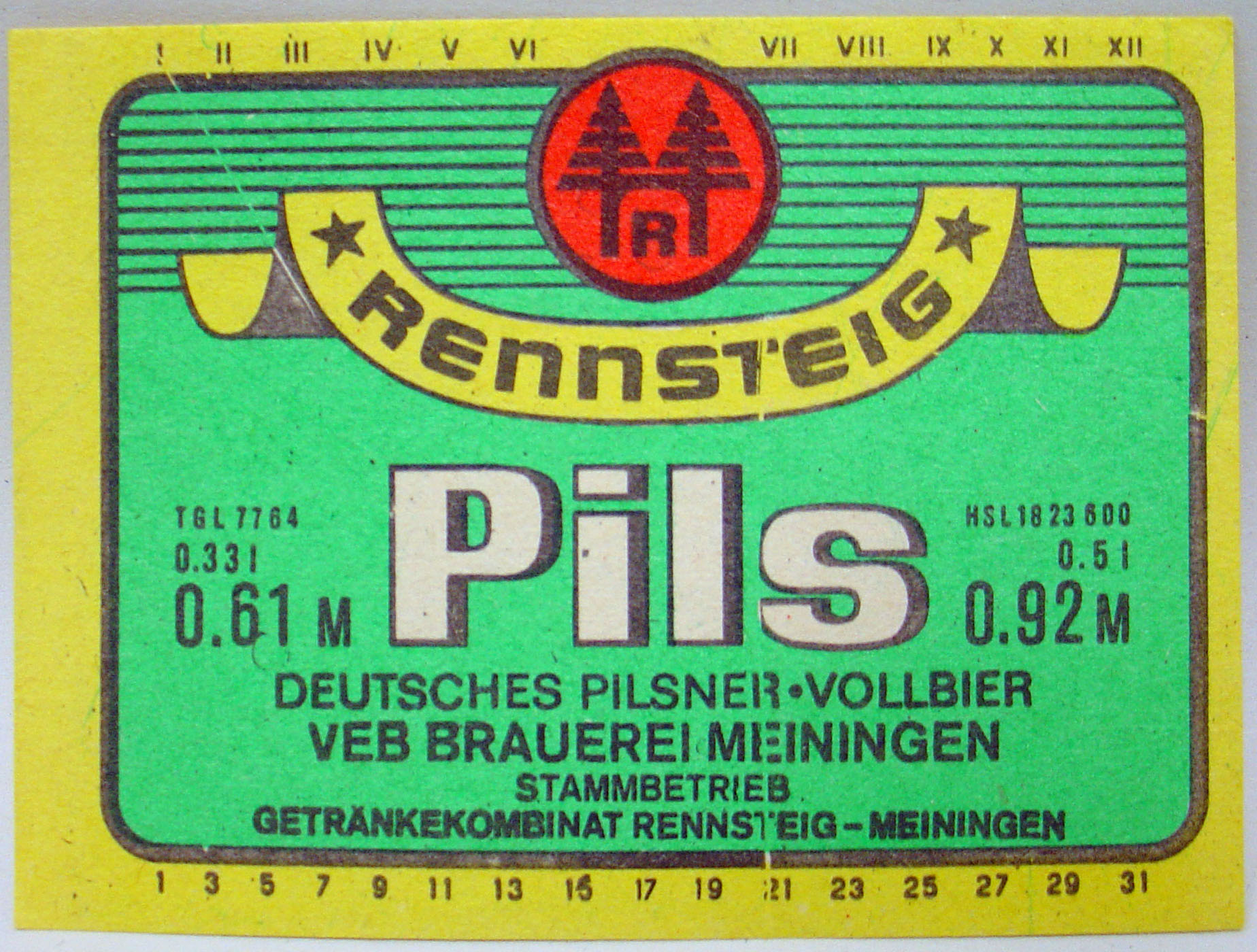
Deutsches Pilsner Etikett Version I
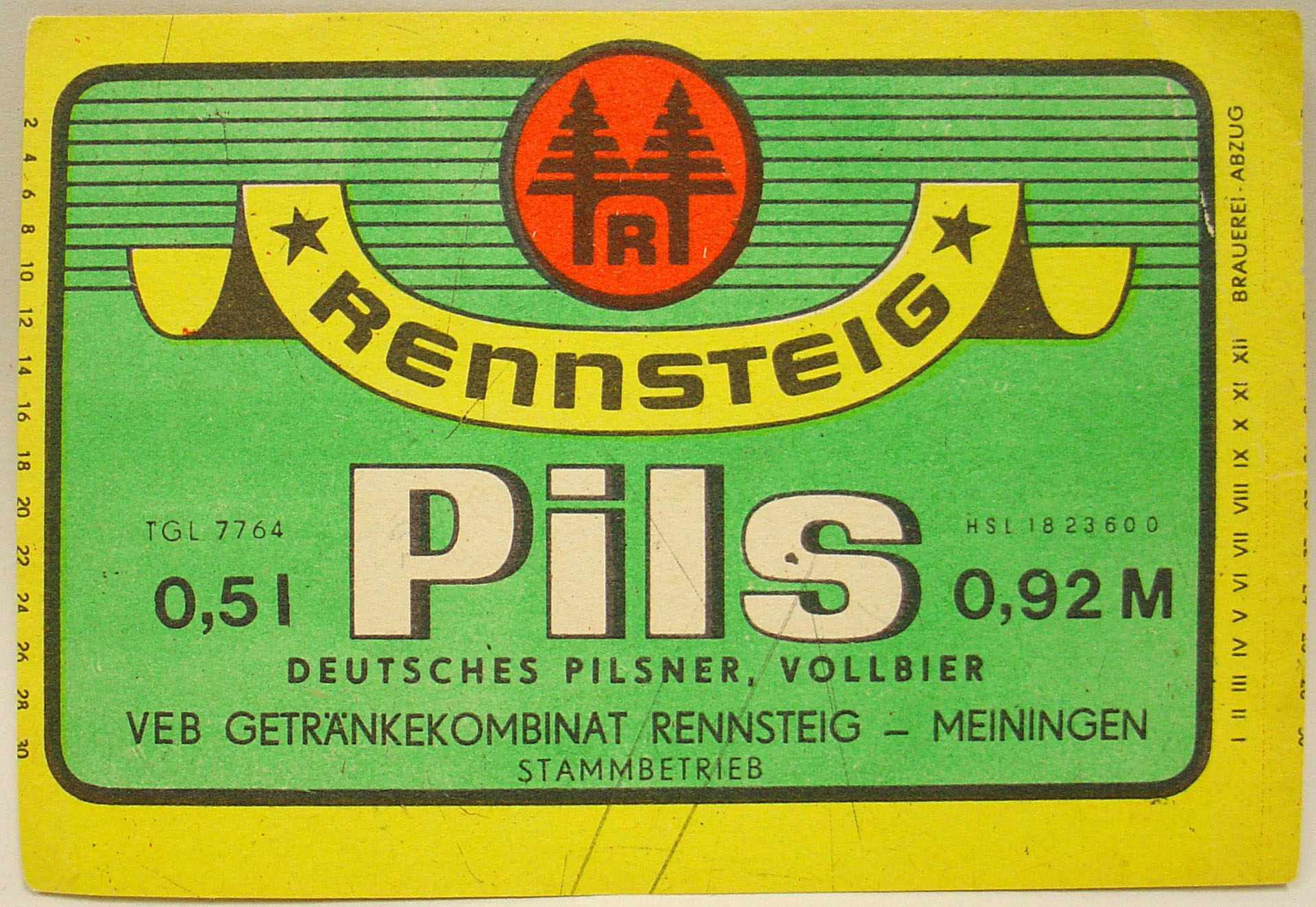
Deutsches Pilsner Etikett Version II